# Syntetický olej

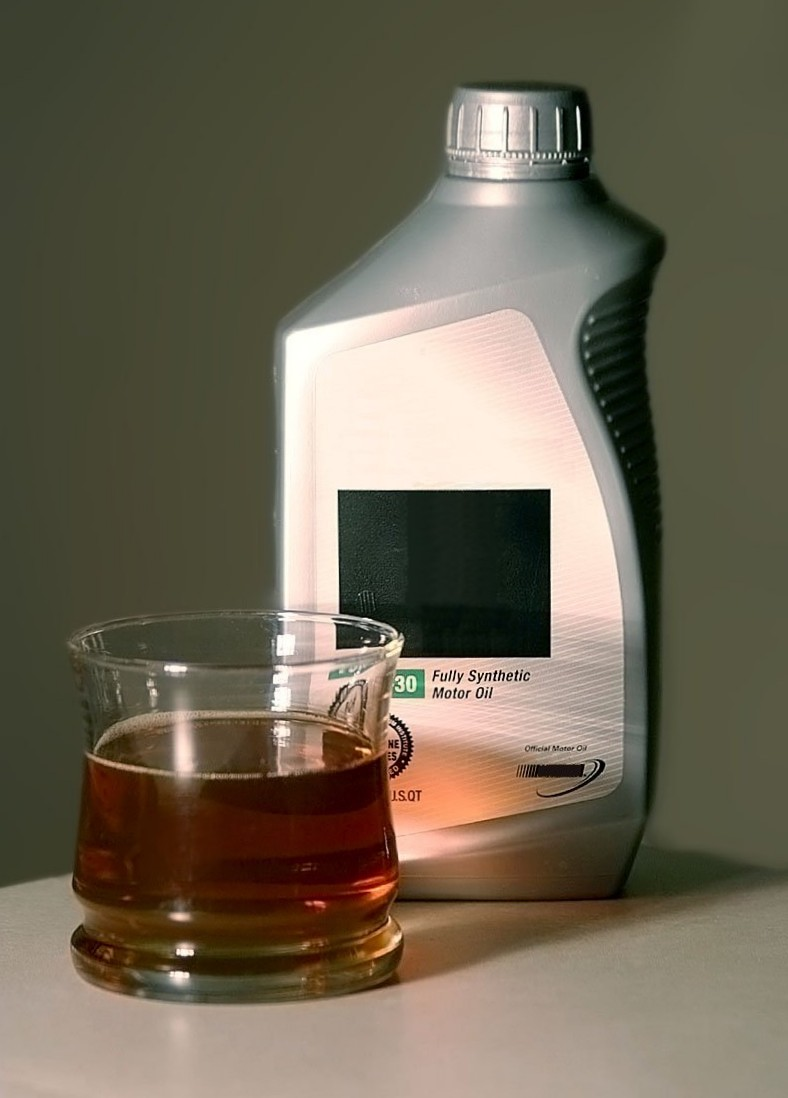
Syntetický motorový olej

Syntetický olej je mazivo sestávající z chemických sloučenin, které se uměle vyrábějí syntézou z jiných látek, než je ropa. Syntetické oleje se často využívají namísto maziv získávaných rafinací ropy, protože obecně nabízejí lepší mechanické a chemické vlastnosti než tradiční minerální oleje.

## Syntetický motorový olej
V polovině 60. let 20. století uvedla americká společnost Chevron na trh první úplnou škálu stoprocentně syntetických polyalfaolefinových maziv, která se začala prodávat jako náhrada minerálních olejů pro mazání motorů. Přestože se syntetické oleje už o několik let dříve používaly v leteckém průmyslu, pro automobilové motory začaly být komerčně dostupné poté, co byl vytvořen a schválen American Petroleum Institute standard pro syntetická maziva.
Jinými z časně dostupných syntetických motorových olejů byly "The Original Syn!" od firmy SynLube v roce 1969 a NEO Oil Company (EON) v roce 1970 (založené na diesterech a polyolesterech). V roce 1971 uvedla syntetický olej společnost All-Proof (nyní Red Line Oil), následovaná v roce 1972 firmou Amsoil, která balila a prodávala diesterový olej viskozitní klasifikace 10W-40 od firmy Hatco a firmou Mobil 1, která uvedla na trh polyalfaolefinový olej klasifikace 5W-20.

### Syntetické základové oleje
Syntetické motorové oleje se vyrábějí z těchto tříd maziv:
- polyalfaolefiny (PAO) – základový olej API Group IV
- syntetické estery apod. – základové oleje API Group V (diestery, polyolestery, alkylované naftaleny, alkylované benzeny, polyglykoly apod.)

### Základy pro polosyntetické oleje
Základové oleje Group II a Group III pomáhají sestavovat ekonomičtější typy polosyntetických maziv. Minerální základové oleje skupin Group I, II, II+ a III se široce používají s balíčky aditiv, balíčky zvyšujícími výkonnost, s estery a polyalfaolefiny (Group IV) k výrobě polosyntetických maziv. Základové oleje Group III se někdy považují za syntetické, ale jsou stále klasifikovány jako nejvyšší třída minerálních základových olejů. Syntetický nebo syntetizovaný materiál je zde ten, který vzniká kombinací nebo vytvořením samostatné jednotky do podoby unifikované suroviny. Syntetické základové oleje, jak je popsán výše, se připravují ručně a "šijí se na míru" tak, aby měly řízenou molekulární strukturu s předpokládanými vlastnostmi, na rozdíl od minerálních základových olejů, které jsou složitou směsí přirozeně se vyskytujících uhlovodíků.
- Hydrokrakované/hydroizomerizované oleje = základové oleje API Group III. Chevron, Shell a další petrochemické společnosti vyvinuly procesy zahrnující katalytickou konverzi surovin pod tlakem a za přítomnosti vodíku na vysoce kvalitní minerální mazací olej. V roce 2005 začala výroba základových olejů GTL (Gas-to-liquid, plyn-kapalina) patřících do Group III. Přestože jsou považovány za syntetický produkt, stále jde o minerální základové oleje a berou se jako minerální součást všech polosyntetických olejů.

### Výhody
Mezi technické výhody syntetických motorových olejů patří:
- měřitelně větší rozsah viskozitní klasifikace
- lepší chemická a smyková stabilita
- menší ztráty vypařováním
- odolnost vůči oxidaci, tepelnému rozkladu a rosolovatění
- prodloužené intervaly výměny s příznivými dopady na životní prostředí (méně odpadu)
- nižší spotřeba paliva u některých motorů
- lepší mazací schopnosti při studených startech

### Nevýhody
Mezi nevýhody syntetických motorových olejů patří:
- Nižší tření je může činit nevhodné pro záběh (například při zajíždění vozidla), kdy je určité tření k opotřebení žádoucí. Vylepšená výroba součástí motoru však snižuje kritičnost záběhu oproti dřívějšku. Mnoho moderních automobilů má již z výrobního závodu motor plněný syntetickým olejem.
- Potenciální problémy s rozkladem oleje v některých chemických prostředích (hlavně v průmyslu).
- Potenciální zátěžové štěpení plastů jako je POM (polyoxymethylen) v přítomnosti polyalphaolefinů.
- Potenciální problémy u starších motorů s válečkovými zdvihátky ventilů, kdy se váleček neotáčí s pohybem vačkové hřídele, nýbrž klouže, a váleček se tak vůbec neotáčí nebo se otáčí s menší obvodovou rychlostí než vačka.
- Syntetické oleje neudrží olovo v suspenzi tak jako minerální olej; toto nebezpečí nastává v případě, kdy se používá olovnaté palivo (například v letectví).[4]
- V červenci 1996 publikoval Consumer Reports výsledky dvouletého testu motorových olejů, kterého se účastnila flotila 75 vozů taxi v New Yorku. Nebyly zjištěny žádné významné výhody syntetického oleje oproti minerálnímu.[5] V tomto článku bylo zmíněno, že "velkoměstské vozy nezažijí mnoho studených startů a dlouhá období jízdy vysokou rychlostí v extrémní teplotě. Ovšem náš test odpovídá nejběžnějšímu typu náročného provozu - městské jízdy s častými rozjezdy." Podle této studie jsou syntetické oleje "cenné pro extrémní jízdní podmínky: vysoké okolní teploty a vysokou zátěž motoru, anebo naopak pro velmi nízké teploty."[6] Výzkum byl některými lidmi kritizován protože většina poškození motoru se zdá být způsobena studenými starty a přitom použitá výzkumná metoda nezahrnovala dost studených startů, aby byla reprezentativní pro používání osobních vozidel.[7]
- Syntetické oleje se nedoporučují pro rotační (Wankelovy) motory[8].

### Polosyntetické oleje
Polosyntetické oleje (též nazývané "syntetické směsi") jsou směsi minerálního oleje s ne více než 30 % syntetického oleje. Jsou navrhovány tak, aby měly mnoho výhod syntetického oleje, ale přitom nebyly tak drahé jako čistý syntetický olej. První polosyntetický olej uvedla firma Motul v roce 1966.
U maziv, kde tvoří syntetický základový olej méně než 30 %, lze balíčky aditiv (pro zvýšení výkonnosti) složených z esterů též považovat za syntetická maziva. Podíl syntetického základového oleje se obecně používá k definici komoditních kódů pro účely celní deklarace.